# Клайнзёльк
Клайнзёльк (нем. Kleinsölk) — упразднённая община (нем. Gemeinde) в Австрии, в федеральной земле Штирия. 
Входила в состав округа Лицен.  Население 611 человек (на 31 декабря 2005 года). Площадь 132,29 км². Официальный код  —  61220.
С 1 января 2015г. входит в состав новообразованной общины Зёльк.

## Политическая ситуация
Бургомистр коммуны — Георг Штюкльшвайгер (АНП) по результатам выборов 2010 года.
Совет представителей коммуны (нем. Gemeinderat) состоит из 9 мест.
- АНП занимает 5 мест.
- СДПА занимает 2 место.
- АПС занимает 2 место.